# Louis Rees-Zammit
Louis Maximilian Rees-Zammit (Penarth, 2 febbraio 2001) è un rugbista a 15 ed ex giocatore di football americano gallese.

## Biografia
Nato in una famiglia il cui ramo paterno è originario di Malta (Paese da cui suo nonno emigrò per stabilirsi in Inghilterra).

## Carriera
Formatosi in club locali fino a 14 anni per poi entrare nall'accademia del Cardiff Rugby, esordì nelle nazionali giovanili del Galles; a 16 anni gli fu offerta una borsa di studio ad Hartpury, in Inghilterra, e un posto nell'accademia del Gloucester, club di Premiership.
A gennaio 2020 firmò il suo primo contratto professionistico per il club inglese e a fine anno esordì per il Galles a Saint-Denis nel recupero dell'incontro del Sei Nazioni contro la Francia. Dopo solo 9 incontri internazionali con 5 mete e la vittoria gallese nel Sei Nazioni 2021, Rees-Zammit ha ricevuto dal C.T. Warren Gatland la convocazione per il tour in Sudafrica dei British & Irish Lions.

### Football americano
Il 16 gennaio 2024 Rees-Zammit annuncia il suo ritiro dal rugby per intraprendere la carriera nel football americano tramite l'International Player Pathway Program (IPPP) organizzato dalla National Football League per preparare gli atleti internazionali.
Il 29 marzo 2024 firma con i Kansas City Chiefs, partecipando a tre partite prestagionali ma venendo escluso dal roster ufficiale.
Rimasto free agent firma dunque con i Jacksonville Jaguars nella loro practice squad. Escluso all'inizio dal roster ufficiale per la stagione, viene successivamente incluso grazie a una nuova offerta.

### Ritorno al rugby
Il 31 luglio 2025 Rees-Zammit annuncia la volontà di ritornare al rugby dopo essersi infortunato durante un allenamento prestagionale con i Jaguars.